# Конкот
Конкот (фр. Concots) насеље је и општина у јужној Француској у региону Миди Пирене, у департману Лот која припада префектури Каор.
По подацима из 2011. године у општини је живело 423 становника, а густина насељености је износила 16,26 становника/km². Општина се простире на површини од 26,02 km². Налази се на средњој надморској висини од 283 метара (максималној 368 m, а минималној 195 m).

## Демографија
| 1962. | 1968. | 1975. | 1982. | 1990. | 1999. | 2011. |
| ----- | ----- | ----- | ----- | ----- | ----- | ----- |
| 318   | 324   | 343   | 360   | 331   | 372   | 423   |

График промене броја становника у току последњих година